# Marie de l’Incarnation

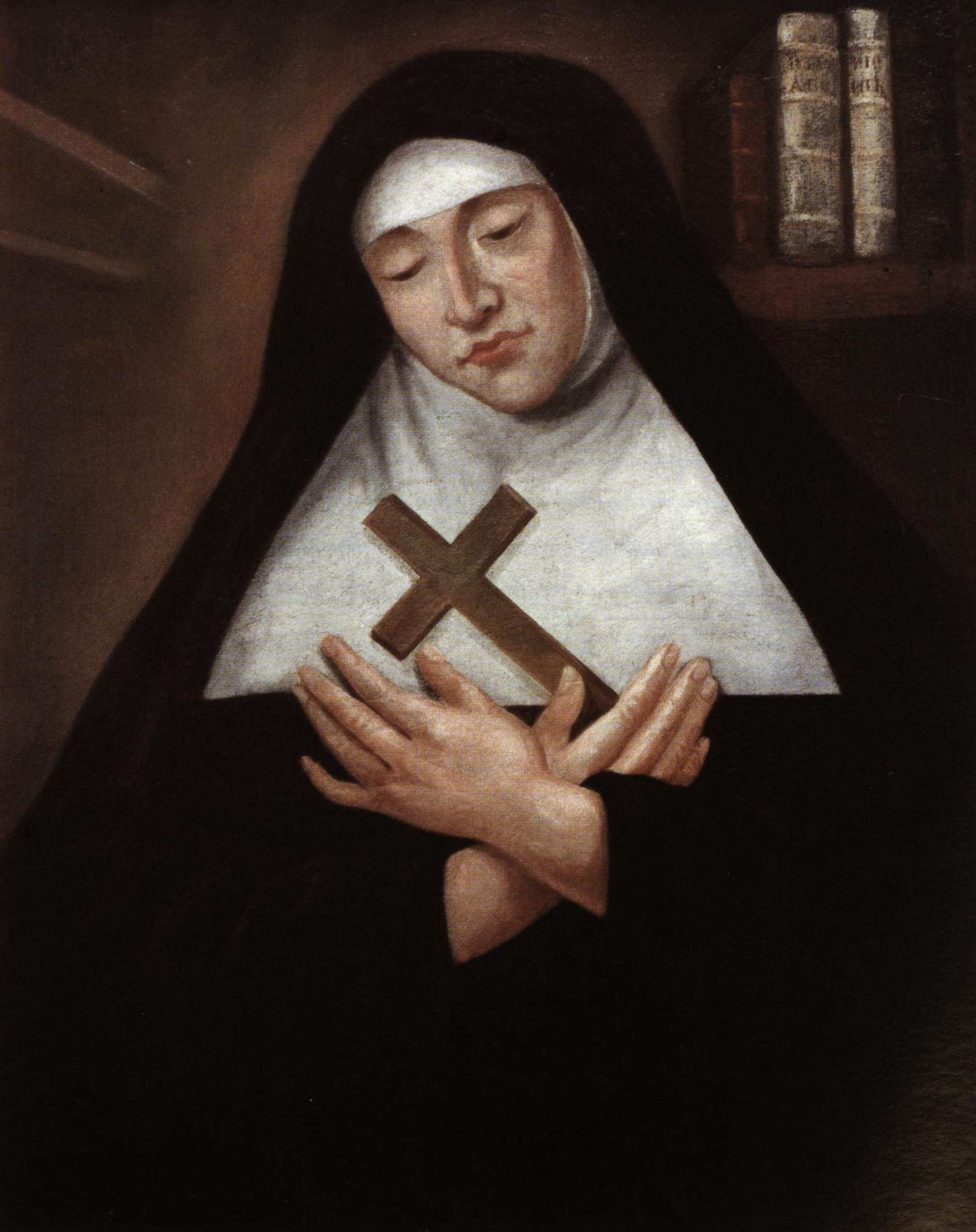
Marie de l’Incarnation

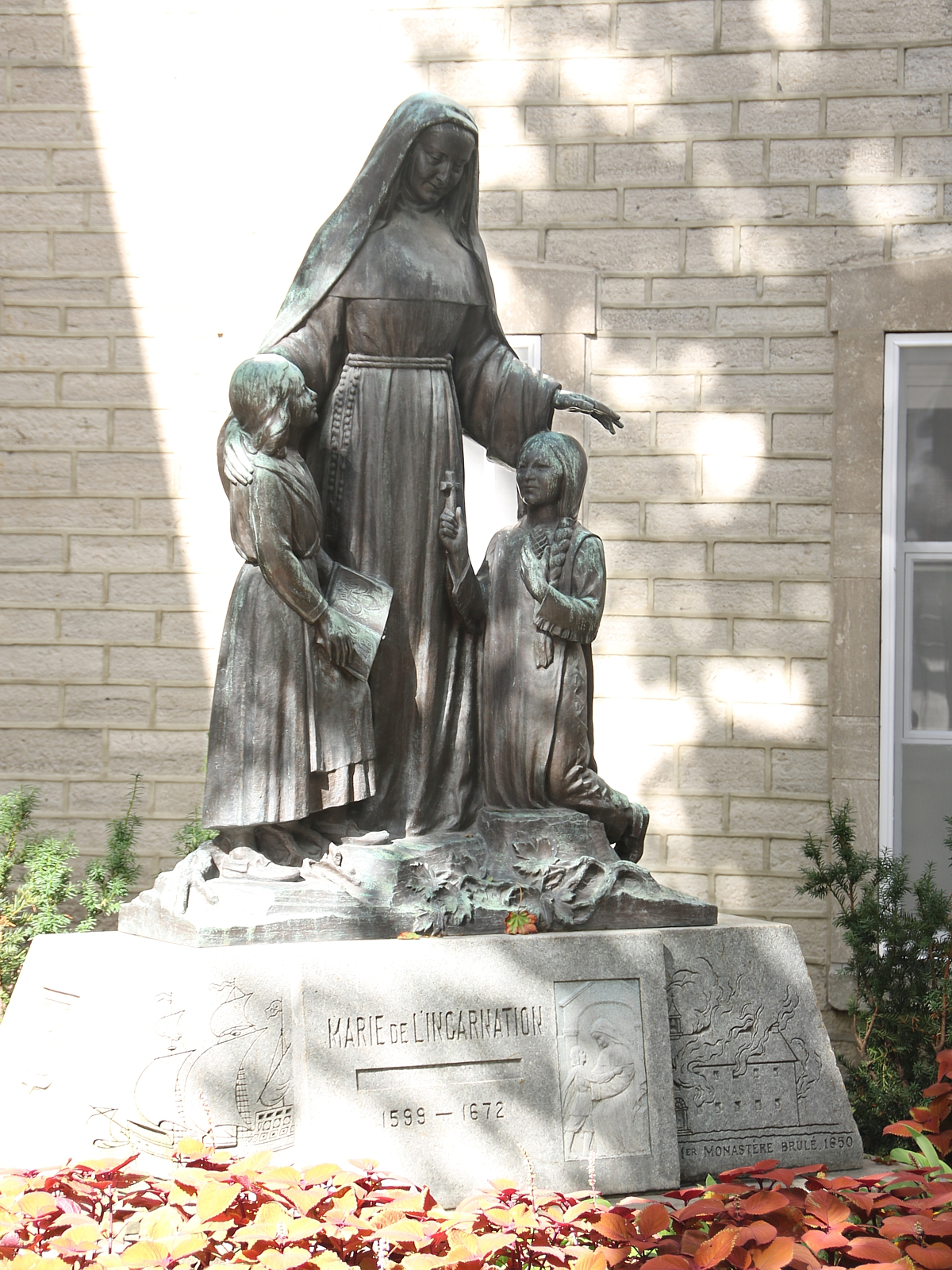
Denkmal vor dem Ursulinenkloster in Quebec

Marie de l’Incarnation (* 26. Februar 1599 in Pans bei Tours, Frankreich; † 30. April 1672 in Quebec / Kanada) war eine französische Nonne, Mystikerin und Missionarin in Kanada und wurde 1980 von der römisch-katholischen Kirche seliggesprochen. Papst Johannes Paul II. nannte sie bei der Feier der Beatifikation die Mutter der katholischen Kirche in Kanada. Am 3. April 2014 wurde sie von Papst Franziskus heiliggesprochen.

## Leben
Marie Guyart, so ihr weltlicher Name, wollte einem Orden beitreten, wurde aber mit dem Seidenfabrikanten Claude Martin verheiratet. Nachdem sie nach dreijähriger, unglücklicher Ehe verwitwete, arbeitete sie zunächst in leitender Position im Unternehmen ihres Schwagers. Am 25. Januar 1631 trat sie in das Kloster des Ordens der Ursulinen in Tours ein. Dort legte sie im Jahr 1633 die Ordensgelübde ab. Am 4. Mai 1639 reiste sie nach Neufrankreich, wie damals die französischen Kolonien in Kanada hießen, um dort eine Niederlassung der Ursulinen zu gründen. Im Frühjahr des Jahres 1641 wurde das erste Kloster der Ursulinen gegründet, dessen Oberin sie wurde. Ein Jahr später konnte sie ein weiteres Kloster gründen. Mit großem Eifer widmete sie sich der Mission unter den Irokesen, besonders der Ausbildung der Kinder. Sie verfasste zur Förderung der Christianisierung Katechismen in der Sprache der Huronen, der Irokesen und der Algonkin, was bei ihrer Seligsprechung erwähnt wurde.
Marie de l’Incarnation ist neben ihrer Missionstätigkeit vor allem wegen ihrer mystischen Visionen bekannt. Schon in jungen Jahren hatte sie mystische Erfahrungen mit der Heiligen Dreifaltigkeit und mit dem Herzen Jesu. Der Theologe Henri Bremond nannte sie die bedeutendste Mystikerin Frankreichs.
Mit ihrem Mann Claude Martin hatte sie einen Sohn, Claude, der später Benediktiner in der Kongregation der Mauriner und Ordenspriester wurde. Dieser gab ihre persönlichen Aufzeichnungen erstmals in Buchform heraus.
Marie Guyart wurde am 22. Juni 1980 von Papst Johannes Paul II. seliggesprochen, am gleichen Tag wie François de Montmorency-Laval, der 20 Jahre nach ihr in Kanada ankam und der erste Bischof von Quebec wurde. Zusammen mit diesem und dem spanischen Jesuiten und Apostel Brasiliens José de Anchieta  wurde sie am 3. April 2014 von Papst Franziskus per Dekret heiliggesprochen. Ihr Gedenktag in der Liturgie ist der 30. April.
Der Klassiker unter den französischen Kanzelrednern, Jacques Bénigne Bossuet, nannte Marie de l´Incarnation in Anspielung auf Theresa von Avila, die gleichfalls tiefe Mystik und hohe Aktivität miteinander verband, in seinen „États d´Oraison“ la sainte Thérèse du nouveau monde (die heilige Theresia der Neuen Welt).
An der Laval-Universität in Quebec gibt es seit 1993 ein interdisziplinäres wissenschaftliches Studienzentrum zur Erforschung ihrer Werke, besonders des Briefwechsels, ihrer geistlichen Psychologie und ihrer Zeit.

## Werke
- Zeugnis bin ich Dir (Autobiografie)
- Der Lebensbericht von 1654
- Briefe